# Klan
Klan è un singolo del cantautore italiano Mahmood, pubblicato il 14 maggio 2021 come quinto estratto dal secondo album in studio Ghettolimpo.

## Video musicale
Il video, diretto da Attilio Cusani e girato a Fiumara d'arte, è stato reso disponibile il 19 maggio 2021 attraverso il canale YouTube del cantautore.

## Tracce
Testi di Alessandro Mahmoud e Davide Petrella, musiche di Dario Faini.
1. Klan – 2:59

## Formazione
- Mahmood – voce
- DRD – produzione
- Francesco "Katoo" Catitti – registrazione
- Massimo Cortellini – montaggio parti vocali
- Andrea Suriani – missaggio
- Pino "Pinaxa" Pischetola – mastering

## Classifiche
| Classifica (2021) | Posizione massima |
| ----------------- | ----------------- |
| Italia            | 42                |